# Linpus Linux
Linpus Linux是一个由台湾的百資科技公司基于Fedora开发的操作系统。Linpus特地为亚洲市场而设计，对統一碼和中日文字的編碼相容性相當高。
另外还有一个为笔记本等较低端硬件和手提设备的较小屏幕而开发的Linpus Lite版本，拥有为新手设计的可用tab键控制的“简单模式”，和为Windows用户设计、界面与Windows相似的“PC模式”。宏碁的Aspire One、Acer Revo 3610、和Northtec Gecko笔记本电脑预安装了Linpus Lite Linux。
Linpus内同时包含GPL的自由软件和未完全开源的共享软件。